# Bank of America Plaza (Dallas)
Bank of American Plaza è un grattacielo situato a Dallas, nel Texas. È il grattacielo più alto della città, il terzo grattacielo più alto del Texas e il 24º degli Stati Uniti d'America; esso è stato progettato dagli architetti JPJ Architects Inc ed è stato completato nel 1985. Il grattacielo faceva parte di un progetto più vasto, che prevedeva la costruzione di un vero e proprio complesso, con due torri ed edifici minori, tra cui un albergo. Le torri dovevano anche avere una cima piramidale a gradoni, ma alla fine di tutto il progetto è stato costruito solo l'edificio attuale e con una cima ridisegnata con due gradoni in meno.
L'edificio è anche conosciuto con il nome di "The Green Building" per le illuminazioni verdi che di notte delineano i bordi della costruzione ed è stato uno dei primi grattacieli americani a ricevere il premio "Energy Star" per la notevole efficienza elettrica.

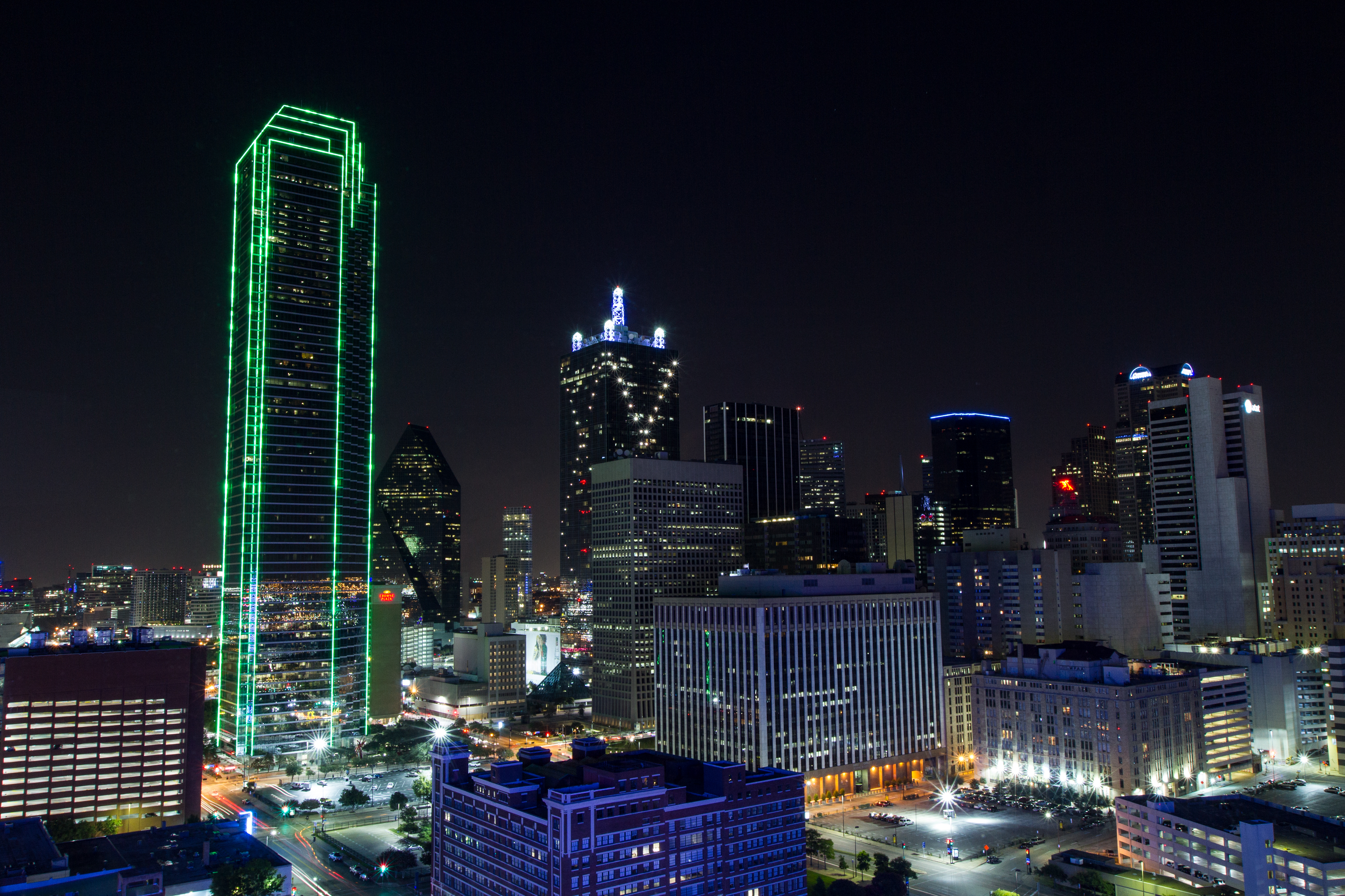
Bank Of America Plaza di notte illuminata di verde